# Đi qua mùa hạ
Đi qua mùa hạ (tên cũ: Vòng tay bè bạn) là một bộ phim truyền hình được thực hiện bởi Trung tâm Phim truyền hình Việt Nam, Đài Truyền hình Việt Nam do Bùi Quốc Việt làm đạo diễn. Phim phát sóng vào lúc 14h30 thứ 7, Chủ Nhật hàng tuần bắt đầu từ ngày 22 tháng 7 năm 2017 và kết thúc vào ngày 29 tháng 10 năm 2017 trên kênh VTV3.

## Nội dung
Đi qua mùa hạ xoay quanh nhóm bạn gồm Linh (Linh Chi), Thanh (Bình An), Hoài (Quỳnh Đan), Quế (Quỳnh Kool) và  Phương (Đình Tú).Năm người bạn mỗi người có năm tính cách khác nhau nhưng có chung một tình bạn từ thưở ấu thơ. Năm người bạn thân thiết có những con đường khác nhau trước ngưỡng cửa đại học. Trong khi Linh, Hoài, Thanh lên thành phố trọ học thì Quế và Phương ở lại quê nhà lập nghiệp. Ở tuổi 18, đôi mươi, tất cả họ đều tràn đầy mơ mộng và nhiệt huyết nhưng lại thiếu kinh nghiệm, thiếu kỹ năng đối phó với những sóng gió và cám dỗ cuộc đời. Mỗi người một lựa chọn, để rồi có người sa ngã, người vững vàng, có người thành công, người thất bại...

## Diễn viên

### Diễn viên chính
- Linh Chi trong vai Linh[5]
- Bình An trong vai Thanh[6]
- Đình Tú trong vai Phương[6]
- Quỳnh Đan trong vai Hoài
- Quỳnh Kool trong vai Quế [6]
- Thanh Quý trong vai Bà Đào
- Quế Hằng trong vai Bà Lài
- Hoàng Huy trong vai Ông Cẩm
- Thanh Hiền trong vai Bà Cẩm
- Hoàng Xuân trong vai Hương
- Nguyễn Trọng Hưng trong vai Trung[7]
- Vũ Phan Anh trong vai Dũng[7]

### Diễn viên phụ
- Văn Báu trong vai Ông Trọng (Bố Thanh)
- Bích Ngọc trong vai Hân
- Tuấn Cường trong vai Học
- Cẩm Nhung trong vai Xuân
- Anh Vũ trong vai Vũ
- Hoàng Liên trong vai Bà Nội
- Hoàng Tùng trong vai Luật sư
- Kiên Hoàng trong vai Nghĩa
- Thúy Nga trong vai Thơ
- Hoàng Anh trong vai Tấn
- Lệ Mỹ trong vai Mợ Phương

Cùng một số diễn viên khác....

## Ca khúc trong phim
Bài hát trong phim là ca khúc "Trở lại với nhau" do Lê Anh Dũng sáng tác và Phạm Quốc Huy thể hiện.